# KkStB 229
Die Dampflokomotivreihe 229 war eine Personenzug-Tenderlokomotivreihe der k.k. österreichischen Staatsbahnen (kkStB).

## Geschichte

129.02 vor dem Umbau zur 229.402

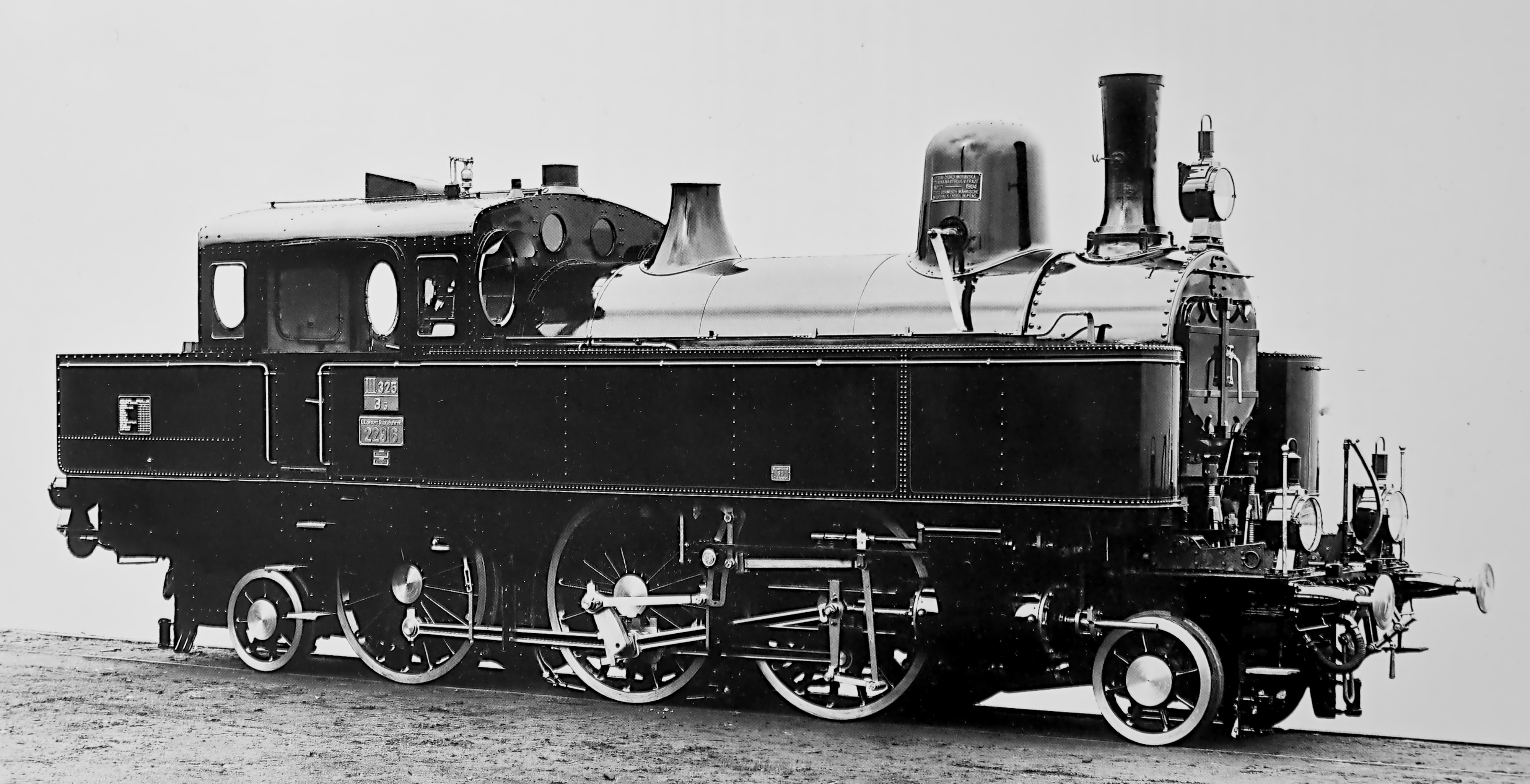
229.16 im Auslieferungszustand, 1904

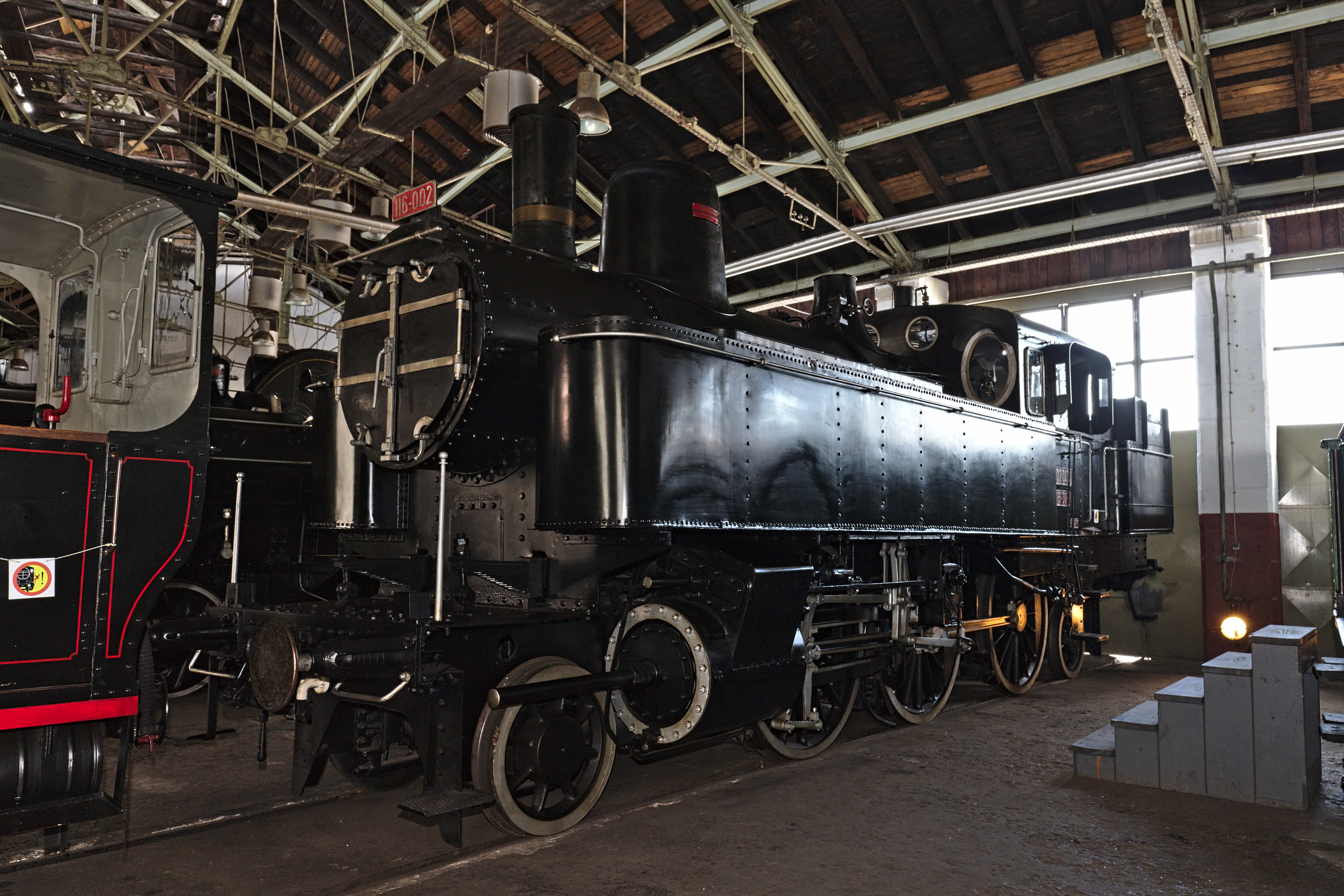
116-02 der JŽ (ex. kkStB 229.91) im Eisenbahnmuseum Ljubljana

Zur Verbesserung des Personennahverkehrs beschaffte die kkStB 1’C-n2v-Tenderlokomotiven, die die für diesen Zweck eingesetzten zweifach gekuppelten Schlepptenderlokomotiven ersetzen sollten. Die Tenderlokomotiven hatten zudem den Vorteil, dass sie an den Endpunkten nicht gedreht werden mussten. Karl Gölsdorf legte bei der Konstruktion besonderes Augenmerk auf gutes Beschleunigungsvermögen. Die 17 Maschinen dieser als 129 bezeichneten Reihe wurden von der Lokomotivfabrik Floridsdorf und der Wiener Neustädter Lokomotivfabrik geliefert.
Da die Lokomotiven der Reihe 129 durchaus erfolgreich waren, wollte die Südbahn ähnliche Maschinen beschaffen, allerdings mit größeren Vorräten. Gölsdorf modifizierte daher den Entwurf, indem er eine Nachlaufachse vorsah. Floridsdorf liefert von 1903 bis 1907 elf Stück dieser als Reihe 229 bezeichneten Lokomotiven an die Südbahn. Die Modifikation bewährte sich, woraufhin die kkStB von 1904 bis 1918 insgesamt 239 Stück bauen ließ, wobei alle österreichischen Lokomotivfabriken beteiligt waren. Die Maschinen der Reihe 129 wurden auf 1’C1’ umgebaut und in Reihe 229.4 umgezeichnet. 
Die Böhmisch-Mährische Maschinenfabrik lieferte 1913 vier Lokomotiven an die Serbische Staatsbahn und die Wiener Neustädter Lokomotivfabrik fertigte 1909 und 1920 zehn Stück für die Eisenbahn Wien-Aspang (EWA), die sie als EWA IIIa No. 41–50 bezeichnete. Zeitweise halfen Maschinen der Reihe 229 auch auf der Wiener Stadtbahn aus.
Nach dem Ersten Weltkrieg blieben 69 Stück bei Österreichischen Bundesbahnen (damals BBÖ), zu denen nach Verstaatlichung der Südbahn noch elf Stück als 229.5 und die zehn Maschinen der EWA als 229.8 kamen. Die Polnischen Staatsbahnen (PKP) erhielten 22 als Reihe OKl12, die Eisenbahnen des Königreichs der Serben, Kroaten und Slowenen (SHS) bekamen 25 als spätere Reihe 116 der JDŽ und die italienischen Staatsbahnen  (FS) fünf als Reihe 912. Das Gros der Maschinen (145 Stück) kam nach 1918 zu den Tschechoslowakischen Staatsbahnen (ČSD), die sie als Reihe 354.0 einordneten. Als 1939 die Südslowakei an Ungarn abgetreten wurde, kamen 15 Stück als Reihe 343.3 zu den Ungarischen Staatsbahnen (MÁV). 
Die in Galizien verbliebene 229.29 war nach 1918 Teil des polnischen Panzerzuges Gromobój.
Von 1926 bis 1934 bauten die ČSD fünf ihrer 354.0 in Heißdampf-Zwillingslokomotiven um, die sie als 355.0 bezeichnete. Diese Maschinen erhielten einen zweiten Dom und ein Verbindungsrohr zwischen den Domen. Bei weiteren fünf Stück wurde von 1936 bis 1940 die hintere Laufachse durch ein Drehgestell ersetzt; diese Maschinen erhielten die Bezeichnung 353.1. 1944 wurde noch eine Maschine auf Heißdampf umgebaut. Diese erhielt keinen zweiten Dampfdom.
Nach dem „Anschluss“ Österreichs an das Deutsche Reich 1938 wurden die 90 Lokomotiven der BBÖ von der Deutschen Reichsbahn (DR) auf 75 701–790 umgezeichnet. Im Zuge der Kampfhandlungen kamen die 355.0 der ČSD als 75 901–905, 21 Okl12 der PKP als 75 851–871 sowie neun 116 der JDŽ als 75 791–799 ebenfalls zur DR. Nach 1945 wurden noch 63 Maschinen bei den Österreichischen Bundesbahnen als Reihe 75 eingeordnet.
Die letzten Maschinen dieser Reihe wurden 1962 ausgeschieden.
Die ehemaligen 229.137, 178, 187, 405 und 115 kamen als 354.0501–0504 und 0506 zu den ČSD. Hier waren sie bis 1967 im Einsatz.
 Einige ehemalige 229er kamen zur JDŽ und zur PKP.
Museal erhalten sind die kkStB 229.17 (JŽ 116.032) im Eisenbahnmuseum Trieste Campo Marzio in Italien, 229.91 (JŽ 116.002) im Eisenbahnmuseum Ljubljana in Slowenien sowie 229.222 im Eisenbahnmuseum Strasshof in Österreich.